# Автостоп
Автостоп е форма на придвижване, при която пътуващият използва с доброволното съгласие на собственика / шофьора чужд транспорт. Това е традиционна и популярна в много страни форма на пътуване. По определение, автостопът е безплатен, като разбира се, пътуващият не упражнява никаква форма на принуда или еднозначна необходимост върху шофьора.

## Начин
Дистанцията, която се изминава на автостоп варира от кратки разстояния, които могат да се изминат и пеша, до дълги, многодневни пътувания с множество превозни средства.

## Причини
Причините за използване на автостоп са главно три:
- необходимост – в случаи, когато пътникът няма необходимите средства или транспорт, а се налага придвижване от едно място до друго
- опазване на околоната среда – в случаи, когато се избягва използване на допълнителни превозни средства, а се използва съществуващ транспорт, с цел да се ограничи вредното му влияние върху околната среда
- приключение – случайни интересни пътувания, желание за среща с нови хора

## Безопасност
Автостопът е забранен на автомагистрали. Пътуването на автостоп е непрепоръчително в САЩ. Въпреки това вероятно съществуват вариации в различните щати. Освен че има лоша репутация в САЩ, автостопът е и чисто непрактичен в определени неподходящи участъци като например на дадени отсечки от Междущатска магистрала 80 в щата Невада, по протежението на които има няколко затвора. Там има и табели, които указват на водача дори да не спира, освен по извънредни причини, поради възможна опасност от избягали затворници.

## Репутация
Автостопът за някои е начин на живот.

## Пътуването на автостоп в литературата
- „По пътя“ – Джак Керуак
- „Пътеводител на галактическия стопаджия“ – Дъглас Адамс